# روبن گارسیا (بازیکن فوتبال، زاده ۱۹۹۸)
روبن گارسیا (انگلیسی: Rubén García؛ زادهٔ ۲۰ اکتبر ۱۹۹۸) بازیکن فوتبال اهل اسپانیا است.